# پتزوئولو مارتزانا
پتزوئولو مارتزانا (به ایتالیایی: Pozzuolo Martesana) یک کومونه در ایتالیا است که در استان میلان واقع شده‌است. پتزوئولو مارتزانا ۱۲٫۴ کیلومتر مربع مساحت و ۷٬۹۹۱ نفر جمعیت دارد.